# Pacy-sur-Eure
Pacy-sur-Eure est une commune française située dans le département de l'Eure, en région Normandie.

## Géographie

### Localisation
Pacy-sur-Eure est une commune de l'Est du département de l'Eure proche de celui des Yvelines. Son territoire, situé entre Évreux et Mantes-la-Jolie, s'étend au cœur de la vallée de l'Eure et déborde très largement à l'est, au sein de la forêt de Pacy, sur le plateau de Madrie. À vol d'oiseau, la commune se situe à 17 km à l'est d'Évreux, à 24 km à l'ouest de Mantes-la-Jolie, à 31,5 km au nord de Dreux, à 52 km au sud-est de Rouen et à 90 km du cœur de Paris (1h15 via A13).
| Ménilles                                                    | Ménilles      | Douains    |
| Saint-Aquilin-de-Pacy (comm. nouv. de Pacy-sur-Eure), Fains | Pacy-sur-Eure | Chaignes   |
| Saint-Aquilin-de-Pacy (comm. nouv. de Pacy-sur-Eure)        | Hécourt       | Aigleville |

### Hydrographie
La commune est située dans le bassin Seine-Normandie. Elle est drainée par l'Eure, le cours d'eau 01 du Val Morin, des bras de l'Eure et divers autres petits cours d'eau,.l'Eure, 
L'Eure, un canal, chenal et cours d'eau naturel non navigable d'une longueur de 229 km, prend sa source dans la commune de Longny les Villages et se jette  dans la Seine à Saint-Pierre-lès-Elbeuf, après avoir traversé 91 communes.

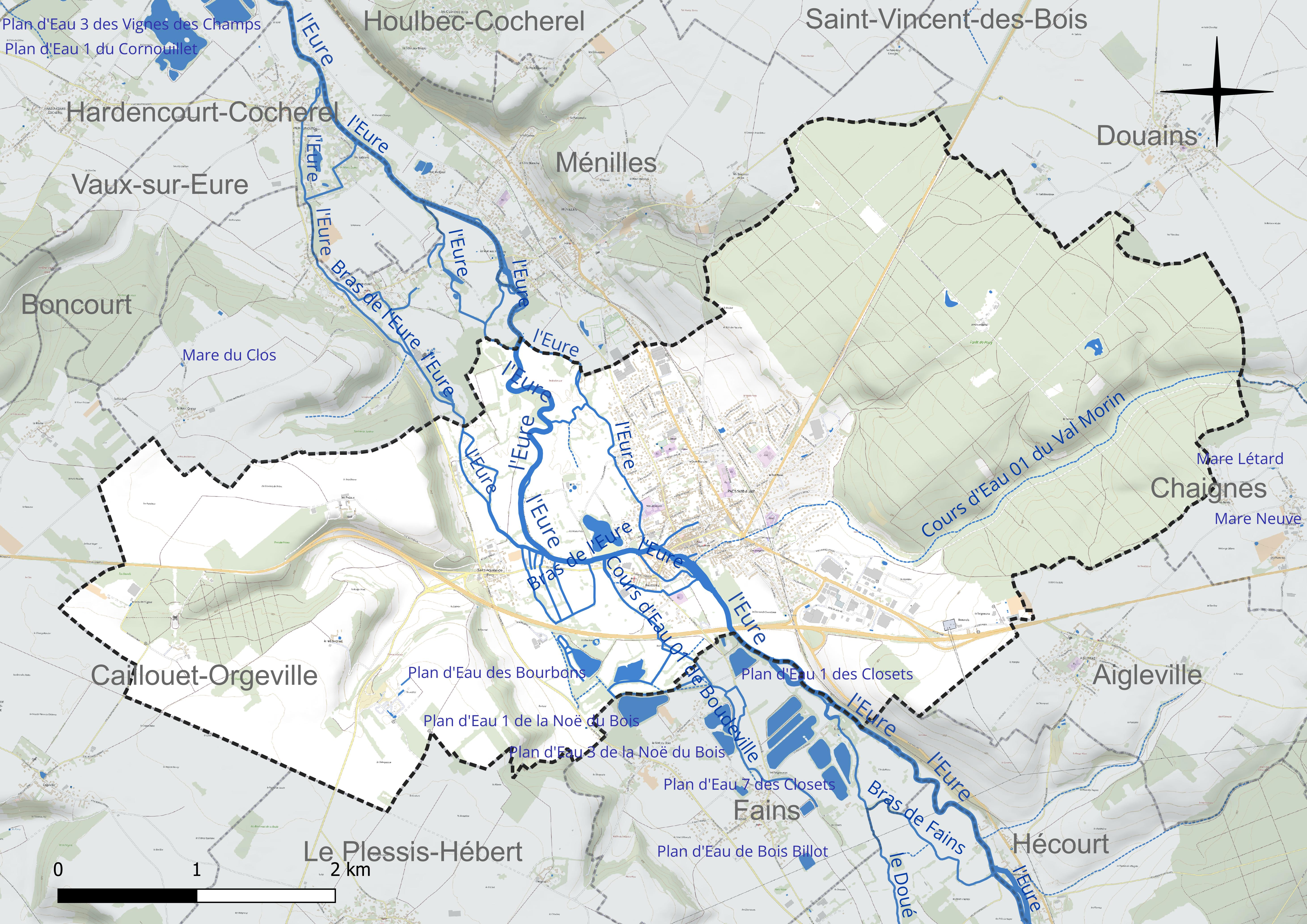
Réseau hydrographique de Pacy-sur-Eure.

Trois plans d'eau complètent le réseau hydrographique : le plan d'eau des Bourbons (2,3 ha), le plan d'eau des Hauts Champs (2,3 ha) et l'étang Taron (3,7 ha),.

### Climat
Pour des articles plus généraux, voir Climat de la Normandie et Climat de l'Eure.
En 2010, le climat de la commune est de type climat océanique dégradé des plaines du Centre et du Nord, selon une étude du CNRS s'appuyant sur une série de données couvrant la période 1971-2000. En 2020, Météo-France publie une typologie des climats de la France métropolitaine dans laquelle la commune est exposée à un climat océanique et est dans la région climatique Sud-ouest du bassin Parisien, caractérisée par une faible pluviométrie, notamment au printemps (120 à 150 mm) et un hiver froid (3,5 °C). Parallèlement le GIEC normand, un groupe régional d’experts sur le climat, différencie quant à lui, dans une étude de 2020, trois grands types de climats pour la région Normandie, nuancés à une échelle plus fine par les facteurs géographiques locaux. La commune est, selon ce zonage, exposée à un « climat des plateaux abrités », correspondant aux plaines agricoles de l’Eure, avec une pluviométrie beaucoup plus faible que dans la plaine de Caen en raison du double effet d’abri provoqué par les collines du Bocage normand et par celles qui s’étendent sur un axe du Pays d'Auge au Perche.
Pour la période 1971-2000, la température annuelle moyenne est de 11 °C, avec  une amplitude thermique annuelle de 14,6 °C. Le cumul annuel moyen de précipitations est de 659 mm, avec 11,3 jours de précipitations en janvier et 7,9 jours en juillet. Pour la période 1991-2020, la température moyenne annuelle observée sur la station météorologique la plus proche, située sur la commune de Huest à 13 km à vol d'oiseau, est de 11,2 °C et le cumul annuel moyen de précipitations est de 600,6 mm,. Pour l'avenir, les paramètres climatiques de la commune estimés pour 2050 selon différents scénarios d’émission de gaz à effet de serre sont consultables sur un site dédié publié par Météo-France en novembre 2022.

## Urbanisme

### Typologie
Au 1er janvier 2024, Pacy-sur-Eure est catégorisée petite ville, selon la nouvelle grille communale de densité à 7 niveaux définie par l'Insee en 2022.
Elle appartient à l'unité urbaine de Pacy-sur-Eure, une agglomération intra-départementale dont elle est ville-centre,. Par ailleurs la commune fait partie de l'aire d'attraction de Paris, dont elle est une commune de la couronne,.

## Toponymie
Le nom de la localité est attesté sous les formes Paciacum entre 1050 et 1066, Paceium en 1135 (petit cartulaire de Saint-Taurin), Pasci en 1153 (charte de Henri II), Paciacum en 1195 (traité entre Philippe Auguste et Richard Cœur de Lion), Paceyum en 1248 (cartulaire de Saint-Taurin), Pacyacum en 1277 (grand cartulaire de Saint-Taurin), Passy en 1356 (Froissart), Passi en 1588 (Bourgueville), Passey en 1611 (Desrues, Singularité des principales villes), Passey ou Pacey en 1668 (André Du Chesne, Antiq. et rech. des villes), Passy sur Eure en 1754 (Dict. des postes).
L'Eure est une rivière qui prend sa source dans la région naturelle du Perche et qui coule dans les départements de l'Orne, d'Eure-et-Loir, de l'Eure et de la Seine-Maritime.

## Histoire
Il y avait dans la localité un château féodal, au moins depuis le milieu du XIIe siècle, qui était à l'époque du duc Henri la possession de Robert de Leicester († 1168), devenu château royal et où Philippe Auguste a résidé trois jours avant sa mort, survenue le 14 juillet 1223.
Pacy-sur-Eure était sous l'Ancien Régime un relais pour les diligences sur la route Caen-Paris.
Saint-Aquilin-de-Pacy fusionne avec Pacy-sur-Eure le 1er janvier 2017.

## Politique et administration

### Liste des maires
| Période                                  | Période          | Identité                      | Étiquette   | Qualité |
| ---------------------------------------- | ---------------- | ----------------------------- | ----------- | --- |
| mai 2020                                 | En cours         | Yves Leloutre                 | DVD         | |
| 2017                                     | 2020             | Jean-Jacques Cholet           | DVD         | |
| mars 2001                                | 2017 (démission) | Pascal Lehongre               | UMP-LR      | Permanent politique Conseiller général puis départemental Président du Conseil départemental depuis 2017 Démissionnaire depuis son élection en tant que Président du Conseil départemental |
| mars 1983                                | mars 2001        | Jean-Luc Miraux               | UMP         | Sénateur (1998-2008) |
| 1979                                     | mars 1983        | Bernard Lecomte               |             | |
| mars 1971                                | 1979             | Philippe Courtois             |             | |
| mars 1959                                | mars 1971        | Lucien Delaune                |             | |
| mai 1953                                 | mars 1959        | Émile Wolff                   |             | |
| 1946                                     | mai 1953         | Gaston Fournier               |             | |
| mai 1945                                 | 1946             | Maurice Kuborn                |             | |
| 1942                                     | mai 1945         | Henri Leclerc                 |             | |
| mai 1929                                 | 1942             | Émile Wolff                   |             | |
| mai 1925                                 | mai 1929         | Camille Briquet               | radical     | Député, conseiller général |
| décembre 1919                            | mai 1925         | Auguste Lissot                |             | |
| mai 1912                                 | décembre 1919    | Aimé Leconte                  |             | |
| mai 1904                                 | mai 1912         | Louis Bonnel                  |             | |
| 1882                                     | mai 1904         | Édouard Isambard              | Républicain | médecin Député, conseiller général |
| 1878                                     | 1882             | Eugène Godefroy               |             | |
| 1874                                     | 1878             | Hilaire Blanchard             |             | |
| 1871                                     | 1874             | Jules Ducoudré                |             | |
| 1870                                     | 1871             | Frémont Lépouzé               |             | |
| 1853                                     | 1870             | Éléonor Besnard               |             | |
| Les données manquantes sont à compléter. |                  |                               |             | |
| ca 1815                                  |                  | Louis-Philippe de Saint-Albin |             | abbé |
| Les données manquantes sont à compléter. |                  |                               |             | |

### Politique de développement durable
En 2017, la commune a été labellisée « 3 fleurs » par le Conseil national de villes et villages fleuris de France.

## Population et société

### Évolution démographique de la commune déléguée
L'évolution du nombre d'habitants est connue à travers les recensements de la population effectués dans la commune depuis 1793. À partir du 1er janvier 2009, les populations légales des communes sont publiées annuellement dans le cadre d'un recensement qui repose désormais sur une collecte d'information annuelle, concernant successivement tous les territoires communaux au cours d'une période de cinq ans. 
Pour les communes de moins de 10 000 habitants, une enquête de recensement portant sur toute la population est réalisée tous les cinq ans, les populations légales des années intermédiaires étant quant à elles estimées par interpolation ou extrapolation. Pour la commune, le premier recensement exhaustif entrant dans le cadre du nouveau dispositif a été réalisé en 2005,.
En 2014, la commune comptait 4 556 habitants, en évolution de −3,5 % par rapport à 2009 (Eure : +2,66 %, France hors Mayotte : +2,49 %).
| 1793  | 1800  | 1806  | 1821  | 1831  | 1836  | 1841  | 1846  | 1851  |
| ----- | ----- | ----- | ----- | ----- | ----- | ----- | ----- | ----- |
| 1 680 | 1 510 | 1 458 | 1 364 | 1 387 | 1 460 | 1 496 | 1 544 | 1 597 |

| 1856  | 1861  | 1866  | 1872  | 1876  | 1881  | 1886  | 1891  | 1896  |
| ----- | ----- | ----- | ----- | ----- | ----- | ----- | ----- | ----- |
| 1 524 | 1 723 | 1 643 | 1 781 | 1 810 | 1 840 | 1 945 | 1 926 | 2 037 |

| 1901  | 1906  | 1911  | 1921  | 1926  | 1931  | 1936  | 1946  | 1954  |
| ----- | ----- | ----- | ----- | ----- | ----- | ----- | ----- | ----- |
| 2 021 | 2 090 | 2 182 | 1 882 | 1 994 | 1 819 | 1 841 | 2 034 | 2 242 |

| 1962  | 1968  | 1975  | 1982  | 1990  | 1999  | 2005  | 2010  | 2014  |
| ----- | ----- | ----- | ----- | ----- | ----- | ----- | ----- | ----- |
| 2 709 | 3 213 | 3 472 | 3 650 | 4 295 | 4 751 | 4 826 | 4 637 | 4 556 |

### Évolution démographique de la commune nouvelle
L'évolution du nombre d'habitants est connue à travers les recensements de la population effectués dans la commune depuis sa création.

En 2022, la commune comptait 4 975 habitants, en évolution de −2,3 % par rapport à 2016 (Eure : −0,25 %, France hors Mayotte : +2,11 %).
| 2015  | 2020  | 2022  |
| ----- | ----- | ----- |
| 5 117 | 5 042 | 4 975 |

## Sports
- Pacy Vallée-d'Eure Football.
- Judo Club Pacy-sur-Eure.

## Culture locale et patrimoine

### Lieux et monuments

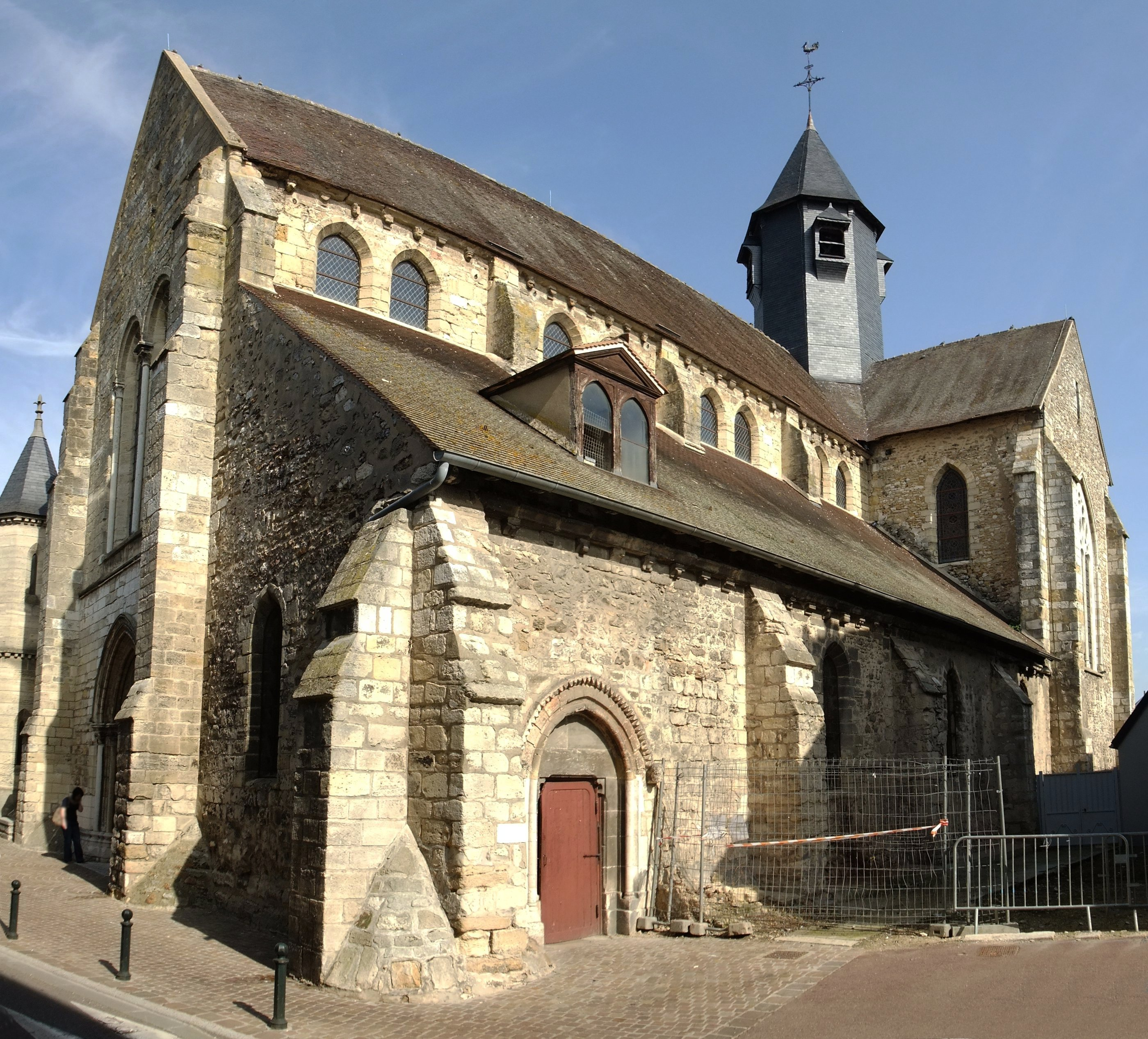
L'église Saint-Aubin.

La commune de Pacy-sur-Eure compte un édifice inscrit et un édifice classé au titre des monuments historiques :
- l'église Saint-Aubin (XIIIe, XIVe, XVe, XIXe et XXe siècles)  Inscrit MH (1927)[37] ;
- le château du Buisson de May (XIXe siècle)  Classé MH (1994)[38]. D'architecture néo-classique, ce château a été réalisé par l'architecte Denis Antoine de 1781 à 1783. Il a fait l'objet d'une campagne de restauration au XIXe siècle. L'édifice est situé sur le territoire de Saint-Aquilin-de-Pacy[38].

Autres édifices :
- les ponts : il s'agit de onze petits ponts construits sur les bras secondaires de l'Eure, visibles en arrivant d'Évreux. Un douzième est situé sur le bras principal de la rivière, en centre-ville ;
- le chemin de fer de la vallée de l'Eure. Il s'agit d'un chemin de fer touristique exploité sur une section de 18 km de l'ancienne ligne de chemin de fer d'Orléans à Rouen. Cette section, qui relie d'un côté, Pacy-sur-Eure à Breuilpont et, de l'autre, Pacy-sur-Eure à Chambray, permet de parcourir la vallée de l'Eure dans des véhicules roulants dont certains sont classés au titre des monuments historiques ;
- abbaye de l'Annonciation (non localisée) ; 1638[39] ; ayant reçu des bénédictines.

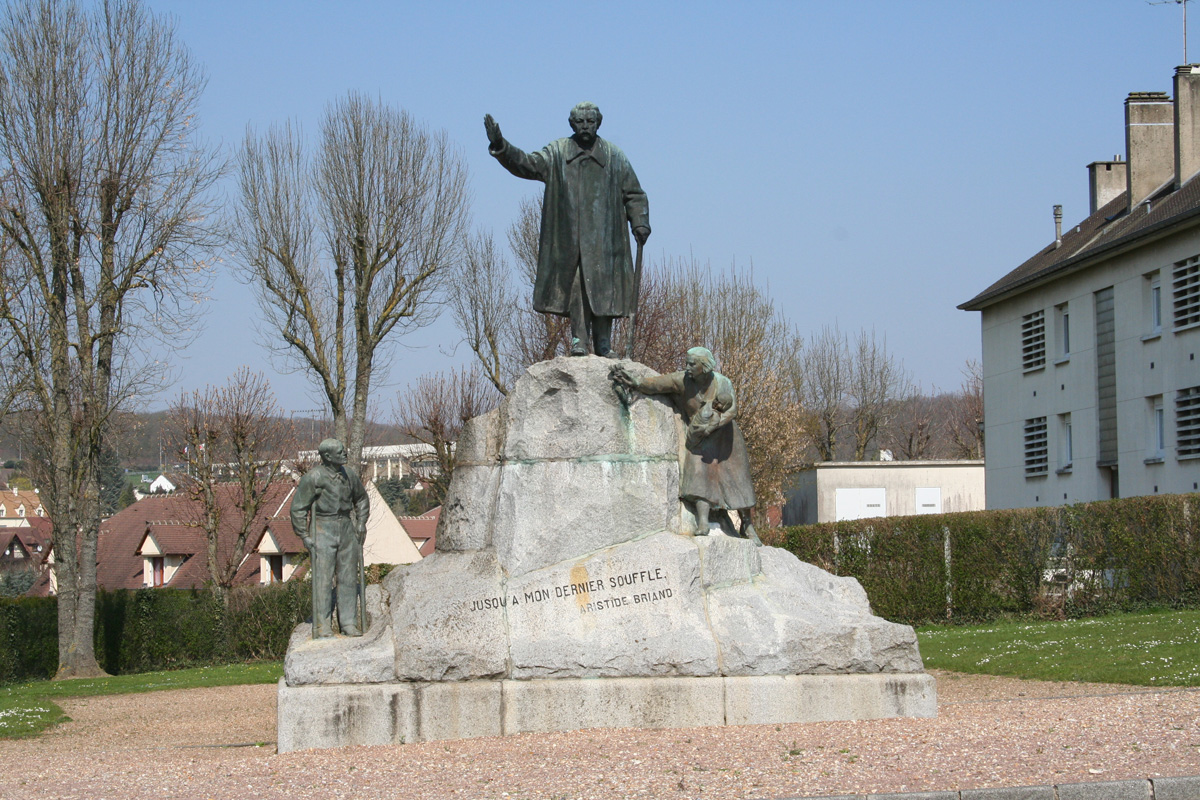
Monument d'hommage à Aristide Briand - Jusqu'à mon dernier souffle du sculpteur Emile Guillaume (1933)

- Jusqu'à mon dernier souffle, monument d'hommage à Aristide Briand, ancien président du Conseil. Réalisé par le sculpteur Émile Oscar Guillaume ami de longue date de l'homme politique, il fut inauguré le 11 novembre 1933 en présence d'Albert Sarraut, Édouard Daladier et Camille Chautemps[40].

### Patrimoine culturel
- Serge Gainsbourg chanta une parodie de sa propre chanson Le Poinçonneur des Lilas dans laquelle le poinçonneur est devenu fossoyeur dans la ville de Pacy-sur-Eure[41].
- Dans Manon Lescaut de l'abbé Prévost, le narrateur, qui est le marquis de Renoncour, vient de Rouen. Il arrive pour dîner à Pacy-sur-Eure, et y rencontre pour la première fois Manon Lescaut et son amant, le chevalier des Grieux, qui sont en route vers Le Havre.
- Julien Doré et Dick Rivers ont tourné le clip de leur reprise d’Africa, de Rose Laurens, au bar Le Duguesclin[42].

### Patrimoine naturel

#### Natura 2000
- Vallée de l'Eure[43].

#### ZNIEFF de type 1
- Les hauts prés à Pacy-sur-Eure[44].
- Le coteau du val Morin[45].

#### ZNIEFF de type 2
- La vallée de l'Eure d'Acquigny à Ménilles, la basse vallée de l'Iton[46].

### Personnalités liées à la commune
- Jean-François Charles Leroy (1758 à Pacy-sur-Eure - 1810), homme politique.
- Antoine Trutat (1781-1849), né à Pacy, conseiller général et député de l'Eure.
- François-Charles Dulong (1792 à Pacy-sur-Eure - 1834), avocat et homme politique.
- Michel Bordet né à Pacy-sur-Eure (1823-1892), acteur et auteur dramatique.
- Édouard Isambard (né le 8 mars 1845 à Pacy-sur-Eure, décédé dans cette même ville le 17 juillet 1904), médecin, maire de la ville, député.
- Georges Heuyer (1884 à Pacy-sur-Eure - 1977)[47], médecin, professeur à la faculté de médecine de Paris, membre de l'Académie nationale de Médecine.
- Monique Saint-Hélier (1895 - 1955 à Pacy-sur-Eure), écrivaine suisse romande.
- Henri Gaudichon, dit Henri Gault (1929 à Pacy-sur-Eure - 2000)[48], journaliste, chroniqueur et critique gastronomique. Avec Christian Millau, il crée, en 1972, le guide gastronomique Gault et Millau.
- Marc Dufumier (né en 1946 à Pacy-sur-Eure)[49], agronome et enseignant-chercheur.
- Laurent Hatton (né en 1962 à Pacy-sur-Eure), entraîneur de football.
- Denis Tristant (né en 1964 à Pacy-sur-Eure), handballeur.
- Jacques Baudier (1921 - 2018 à Pacy-sur-Eure), athlète.

### Héraldique
| Blason de Pacy-sur-Eure | Blason  | Parti : au 1er d'azur au senestrochère armé d'or, mouvant de dextre, tenant une épée d'argent garnie d'or et au dextrochère d'argent mouvant de senestre, paré d'or et tenant une crosse d'argent [Saint-Aquilin], au 2e d'argent à une rose de gueules [Pacy-sur-Eure] ; le tout sommé d'un chef de gueules chargé de deux léopards affrontés d’or armés et lampassés d'azur. |
| Blason de Pacy-sur-Eure | Détails | Les deux léopards d'or sur champ de gueules rappellent les armes de la Normandie. Création Denis Joulain pour la commune nouvelle créée le 1er janvier 2017. Adopté le 28 février 2017. |